# Johannes Ockeghem

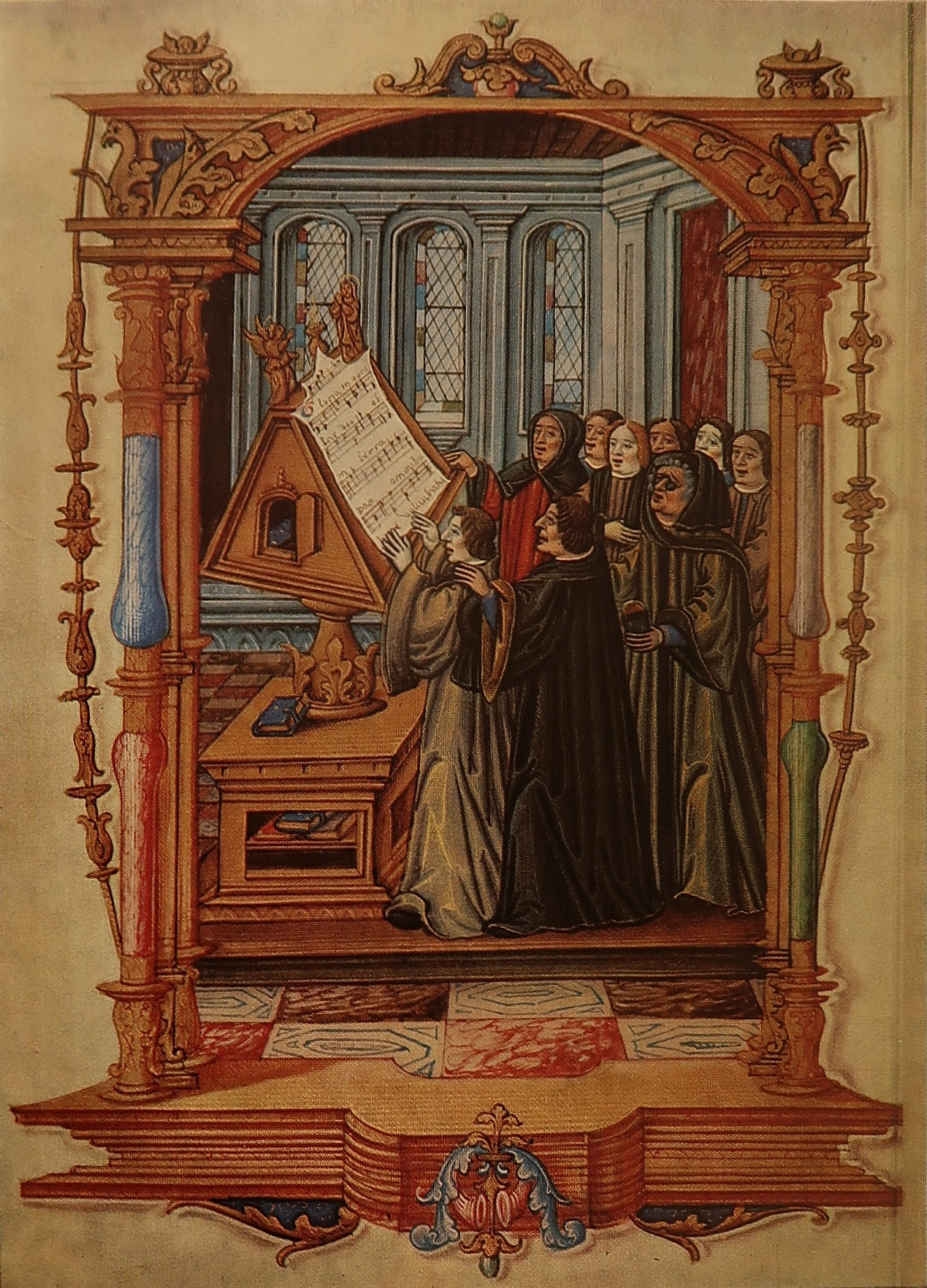
Miniatuur van Ockeghem en de koninklijke zangers (1523)

Johannes Ockeghem (verm. Saint-Ghislain, ca. 1410 – Tours, 6 februari 1497) was een 15e-eeuws componist van de Franco-Vlaamse School. Hij werd vermoedelijk geboren in Saint-Ghislain (Henegouwen). Na een korte periode als zanger aan de Onze-Lieve-Vrouwekerk in Antwerpen (1443-1444), kwam hij in dienst van Karel, hertog van Bourbon, in Moulins. In 1452 werd hij aangeworven door de Franse koning Karel VII. Tot aan zijn dood op 6 februari 1497 bleef hij verbonden aan het Franse koningshuis (onder Karel VII Lodewijk XI en Karel VIII). In 1459 verkreeg hij de lucratieve en hooggewaardeerde functie van schatmeester van de abdij Saint-Martin in Tours, waar hij ook verbleef. In 1484 bezocht hij Brugge en Damme.

## Persoon
Ockeghem stond bekend als een technisch zeer knap vakman, die in zijn polyfone muziek mathematische perfectie wist te combineren met een vroegrenaissancistisch klankideaal. Hij componeerde missen, motetten en Franse chansons. Hij beheerste op onovertroffen wijze de 'geleerde' technieken van de cantus firmus en de canon. Tot zijn meest besproken composities behoren de 'Missa prolationum', die volledig is gebaseerd op de canontechniek, en de 'Missa cuiusvis toni', die in meerdere modi kan worden uitgevoerd. Ook de 'Missa pro defunctis' is een van zijn composities, het eerste polyfone requiem dat bewaard is gebleven (waarschijnlijk van 1461 of 1483). 
Door sommigen wordt beweerd dat Ockeghem zelf een lage zangstem had. Dit is terug te vinden in zijn koorwerken waarbij ook de lagere stemmen (contratenor, bassus) niet langer op spreekstemhoogte bleven, maar een voor die tijd opvallende laagte hadden.

## Werkwijze
Ockeghem had de meerstemmigheid erg goed onder de knie. De stemvoering in zijn werken is te kwalificeren als goed. 'Varietas': de elementen van de meerstemmigheid zijn allen verschillend van aard (ter vergelijking: bij imitatio lijken de elementen juist op elkaar).
Alle stemmen werden door Ockeghem tegelijk geschreven, in tegenstelling tot bijvoorbeeld de werkwijze van Dufay, die begon met één stem en hierna pas de andere stemmen schreef. Hij wordt wel de vader van het moderne contrapunt genoemd.
Trivia: Er wordt beweerd dat Ockeghem alle individuele stemmen van superior tot bassus kon zingen.

## Composities
De volgende composities van Ockeghem zijn bewaard gebleven.

### Missen

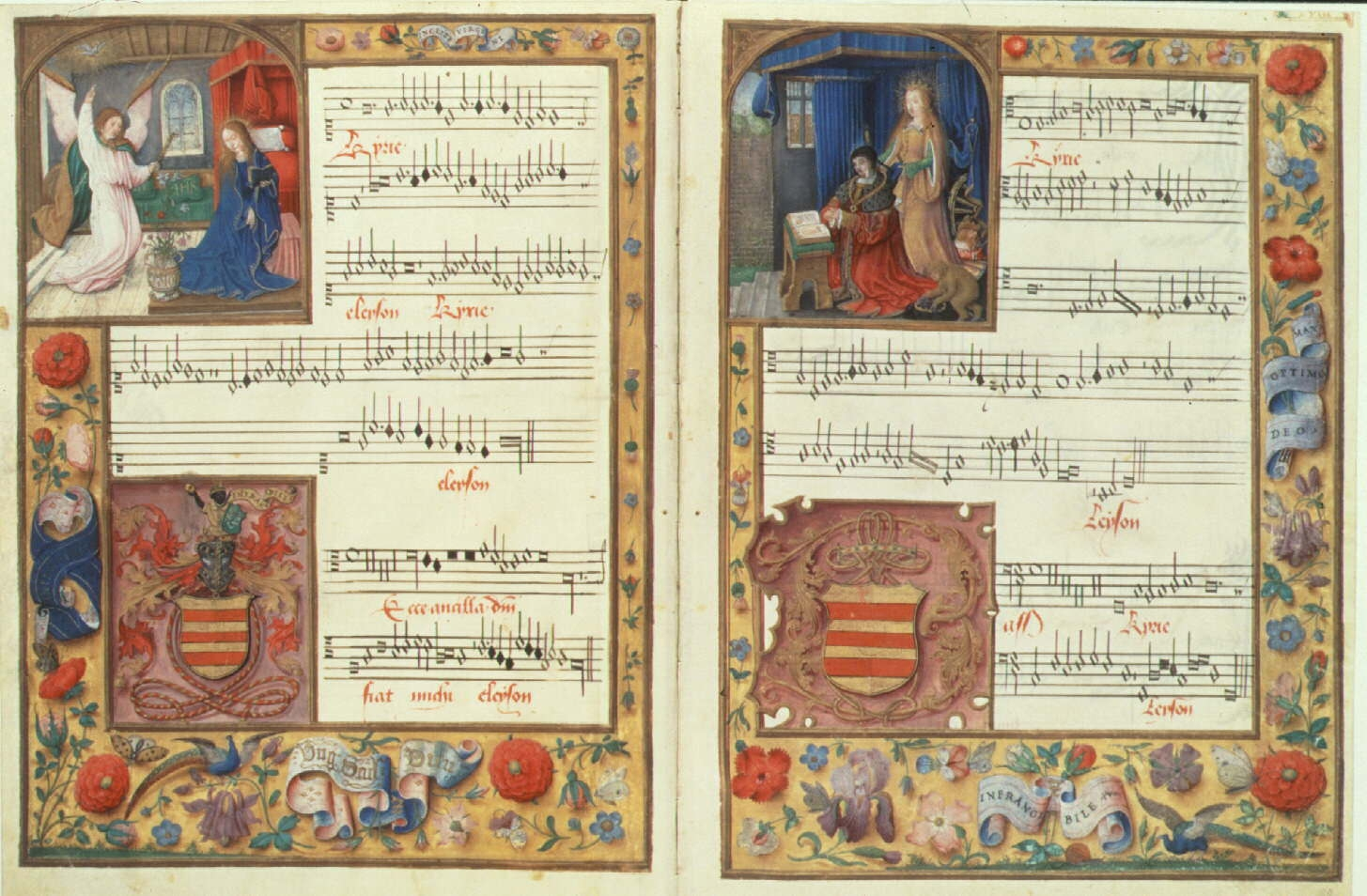
Ockeghems Kyrie uit de Missa Ecce ancilla Domini (Chigi-codex, Gent, ca. 1500)

1. Missa Au travail suis
2. Missa Caput
3. Missa Cuiusvis toni
4. Missa De plus en plus
5. Missa Ecce ancilla Domini
6. Missa Fors seulement
7. Missa L'homme armé
8. Missa Ma Maistresse
9. Missa Mi-Mi (Quarti toni)
10. Missa Pro Defunctis
11. Missa Prolationum
12. Missa Quinti toni
13. Missa sine nomine I
14. Missa sine nomine II
15. Requiem
16. Credo sine nomine

### Motetten
1. Alma redemptoris mater
2. Ave Maria
3. Deo Gratias
4. Intemerata Dei Mater
5. Salve Regina
6. Ut heremita solus

### Chansons
1. Altre Venus estés
2. Baisiés moy dont fort
3. D’un aultre amer
4. Fors seulement l’actente
5. Fors seullement contre
6. Il Ne M’en chault
7. J’en ay dueil
8. La Despouvreuse
9. L’aultre d’antan
10. Les desléaulx ont la saison
11. Ma bouche ritⓘ
12. Ma Maistresse
13. Mort, tu as navré /Miserere
14. O rosa bella
15. Prenez sur moi vostre exemple
16. Presque transi
17. Quant de vous seul
18. Qu’es mi vida preguntays
19. S’elle m’amera /Petite camusette
20. Se vostre cuer eslongne
21. Tant fuz gentement resjouy
22. Ung aultre l’a